# Port lotniczy Neuquén
Port lotniczy Neuquén (IATA: NQN, ICAO: SAZN) – port lotniczy położony w Neuquén, w prowincji Neuquén, w Argentynie.

## Linie lotnicze i połączenia
- Aerolíneas Argentinas (Bahia Blanca, Buenos Aires-Jorge Newbery, Comodoro Rivadavia,Córdoba, Mendoza)
- Flybondi (Palomar)
- LATAM Chile (Buenos Aires-Jorge Newbery, Santiago de Chile)